# Apomarsupella crystallocaulon
Apomarsupella crystallocaulon là một loài rêu tản trong họ Gymnomitriaceae. Loài này được (Grolle) Váňa miêu tả khoa học lần đầu tiên năm 1999.